# Дориа, Джованни Карло
Джованни Карло Дориа, Джио, или Джован Дориа (итал. Giovanni Carlo Doria, Gio, Gian, Giovan Doria; 1576—1625) — знаменитый меценат и коллекционер произведений искусства из Генуи. Сын Агостино Дориа, дожа Генуи в 1601—1603 годах, он был видным членом одной из самых богатых и влиятельных семей Генуэзской республики; его младший брат Джованни Стефано Дориа (1578—1641) стал 101-м дожем Генуи (1633—1635) и в свое время считался самым богатым человеком в Италии. Джованни Карло был женат на Веронике Спиноле, дочери Амброджо Спинола. Филипп III Испанский наградил Джованни Карло орденом Сантьяго.

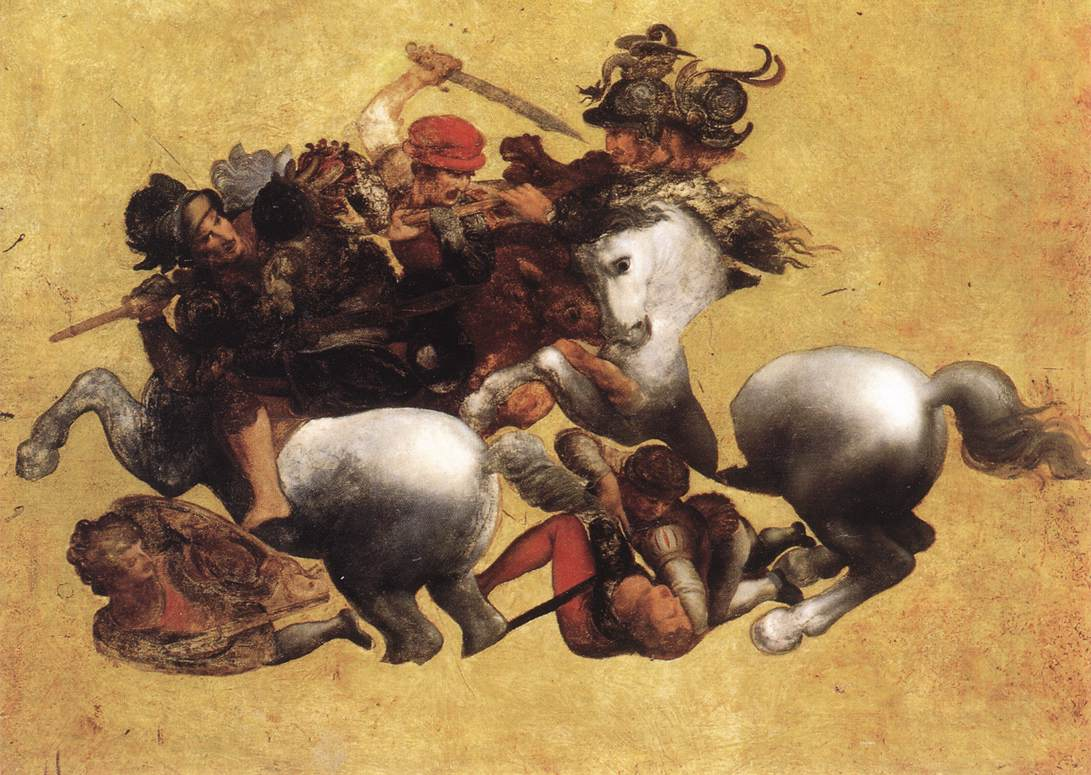
Tavola Doria. Копия фрагмента картона фрески Леонардо да Винчи «Битва при Ангиари». Между 1503 и 1505 гг. Дерево, масло. Уффици, Флоренция

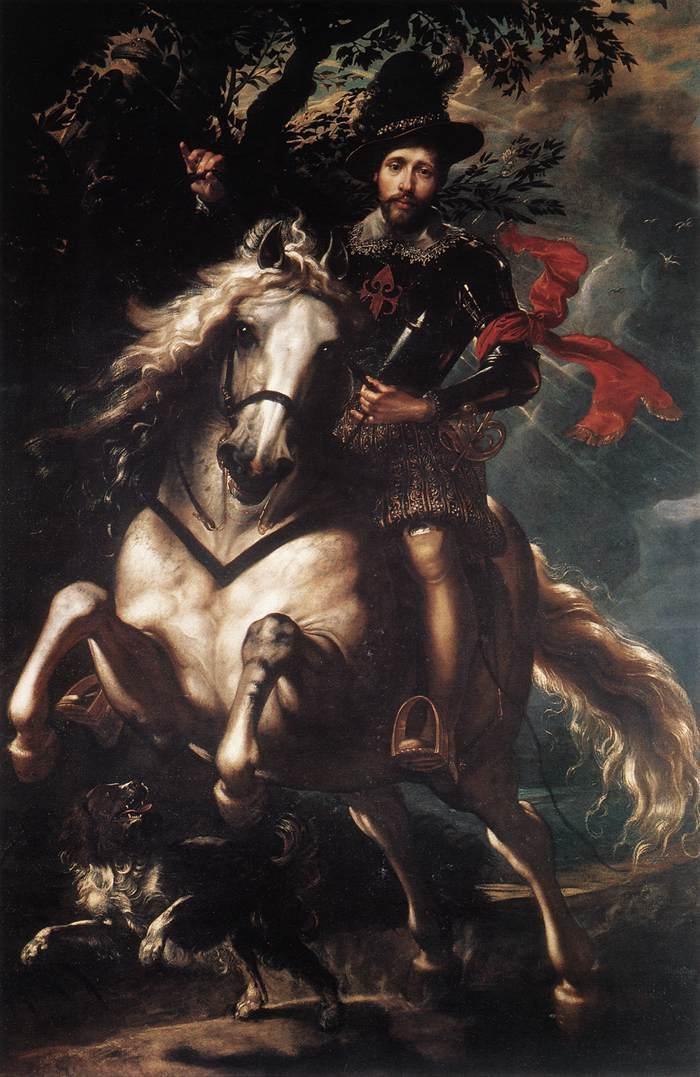
П. П. Рубенс. Портрет Джованни Карло Дориа. 1606. Холст, масло. Палаццо Спинола, Генуя

Художественная коллекция Дориа включала 463 картины и после смерти Джованни была частично передана его старшему брату Маркантонио Дориа (1572—?); многие картины оставались во владении семьи на протяжении веков. Известны три описи коллекции, составленные в 1617, 1621 и в 1625 годах.
Одним из самых ценных произведений коллекции является картина маслом по дереву «Кавалерийская битва» (между 1503 и 1505 гг.), ныне известная как «Тавола Дориа» (итал. Tavola Doria — «Доска Дориа»), считающаяся копией фрагмента знаменитой в истории искусства, но не сохранившейся фрески Леонардо да Винчи «Битва при Ангиари».
Среди произведений других художников, представленных в коллекции, были работы мастеров Северного Возрождения и последующих веков, таких как Ян Брейгель Старший, Ян Брейгель Второй, или Младший, Антонис Ван Дейк, Лукас ван Лейден и Ян Вильденс, а также картины старых итальянских живописцев, такие как портрет дяди коллекционера Николо Дориа работы Тинторетто, произведения Джорджоне, Перуджино, Рафаэля, Тициана и Веронезе.
Презентативный конный портрет Джованни Карло Дориа был написан Питером Паулем Рубенсом в 1606 году. В том же году Рубенс написал портрет жены мецената Вероники. В 1620-х годах Дориа пригласил французского живописца Симона Вуэ и среди множества картин французский художник также написал его портрет, который сейчас находится в Лувре. Джованни Карло Дориа заказывал картины многим художникам, в том числе Джулио Чезаре Прокаччини и Джованни Баттиста Паджи. Он покровительствовал таким молодым художникам, как Джулио Бенсо.
В собственном Палаццо Дориа в Генуе коллекционер основал генуэзскую Академию Рисования обнажённой натуры (Accademia del Nudo).